# 10681 Khture
10681 Khture eller 1979 TH2 är en asteroid i huvudbältet som upptäcktes den 14 oktober 1979 av den rysk-sovjetiske astronomen Nikolaj Tjernych vid Krims astrofysiska observatorium på Krim. Den har fått sitt namn efter Kharkiv National University of Radioelectronics.
Asteroiden har en diameter på ungefär 12 kilometer och den tillhör asteroidgruppen Themis.